# 1211
Évszázadok: 12. század – 13. század – 14. század
Évtizedek: 1160-as évek – 1170-es évek – 1180-as évek – 1190-es évek – 1200-as évek – 1210-es évek – 1220-as évek – 1230-as évek – 1240-es évek – 1250-es évek – 1260-as évek
Évek: 1206 – 1207 – 1208 – 1209 –  1210 – 1211 – 1212 – 1213 – 1214 – 1215 – 1216

## Események
- II. András a kunok ellen a Német Lovagrendet a Barcaságba telepíti.[1]
- Galíciában lázadás tör ki Konrád fejedelem ellen.
- Balatonfüred első írásos említése
- Tab első említése Thob néven

## Születések
- (VII.) Henrik német király († 1242)

## Halálozások
- május 16. – IV. Mieszko lengyel fejedelem (* 1138?)
- az év folyamán – III. Alexiosz bizánci császár (* 1153)